# Narodowe Zgromadzenie Ludowe (Algieria)
Narodowe Zgromadzenie Ludowe (al-Majlis al-Sha'abi al-Watani) – izba niższa parlamentu Algierii, złożona z 380 członków wybieranych na pięcioletnią kadencję. Deputowani pochodzą z wyborów bezpośrednich, gdzie wijalety są jednocześnie wielomandatowymi okręgami wyborczymi. Liczba mandatów jest im przydzielana proporcjonalnie do ludności. Stosuje się ordynację proporcjonalną. Czynne prawo wyborcze przysługuje wszystkim obywatelom Algierii posiadającym pełnię praw publicznych, którzy najpóźniej w dniu wyborów ukończyli 18. rok życia. Bierne prawo wyborcze posiadają osoby w wieku co najmniej 28 lat, posiadające obywatelstwo Algierii nie krócej niż 5 lat, o uregulowanym stosunku do służby wojskowej. Prawa do kandydowania pozbawieni są niektórzy funkcjonariusze państwowi, m.in. sędziowie i członkowie służb mundurowych.